# Гимн Пермского края
«Мой Пермский край» — официальный гимн Пермского края. 
30 ноября 2017 на заседании Законодательного собрания был принят первый официальный гимн Пермского края. 

Песня «Мой Пермский край»  представлена следующими наиболее популярными версиями:
1. Романтическая версия
2. Диско-версия
3. Ремикс
4. Торжественная версия

Слова, музыка, аранжировка, запись, сведение – Сергей Иванов. Вокал – Елена Зорина-Новосёлова, Бэк-вокал – группа «Поющие в терновнике» (Наталья Губанова и Татьяна Трушникова). Продюсер проекта – Олег Новосёлов. 1,2,4 – (р)(с) Комитет по молодежной политике Пермской области. 3 – DJ Штопор.

## История
Песня «Мой Пермский край» появилась в конце ноября — начале декабря 2003 года песня была представлена во время проведения одноимённого молодёжного марафона под названием «Мой Пермский край», организованного комитетом по молодёжной политике Пермской области, Дворцом молодёжи Пермской области и его областным продюсерским центром в восьми городах Пермской области. На тот момент это был первый в России эксперимент по объединению двух субъектов Федерации Пермской области и Коми-Пермяцкого автономного округа. Логично, что в завершение торжественных мероприятий требовалось поставить красивую точку, подвести некий итог, который бы содержал основные тезисы, отражал процессы, происходящие в умах и сердцах. Поэтому красивая песня здесь подходила как нельзя лучше. Она должна была прозвучать как финальная идея объединения. Это был заказ областной в то время администрации. Песня везде сопровождалась положительной реакцией зрителей и не вызвала ни одного отрицательного отзыва.
Это был первый прецедент объединения регионов и изменения состава Российской Федерации после принятия в 1993 году Конституции Российской Федерации. Решение об объединении Пермской области и Коми-Пермяцкого автономного округа было принято по итогам референдумов, проведённых в 2003 г. в Пермской области и Коми округе.
Написание именно гимна не предусматривалось, но впоследствии песня стала неофициальным гимном Прикамья.
В ночь с 30 апреля на 1 мая 2015 года гимн «Мой Пермский край» прозвучал как завершающий аккорд композиции при открытии «поющего» фонтана «Река» на эспланаде перед Пермским академическим Театром-Театр.

## Текст гимна[6]
```
Сотни лет солнца свет
Согревает надеждой и теплом
Наш родной Пермский край,
Многолетней истории том.

Городов вечерних огни,
В Каме отраженье луны,
Вековых сосен молчанье,
Недра Прикамской земли
Нам тайны откроют свои.

Мой Пермский край!
У нас с тобой все впереди
Судьбой дано
Нам вместе за руку идти.
Седой Урал!
Ты вместе с нами молодым
сегодня стал.

Мой Пермский край —
Где начинается рассвет,
Мой Пермский край,
Пусть Бог хранит тебя от бед!
Сегодня, завтра и всегда ты процветай,
Мой Пермский край!

В небесах высоко
Мы нашли путеводную звезду.
Две земли, две судьбы
Вновь соединяются в одну!

Чтоб богатства Пермской земли
Вместе приумножить смогли,
И войти в светлое завтра,
Вырастут мосты на века,
И соединят берега.

Мой Пермский край!
У нас с тобой все впереди
Судьбой дано
Нам вместе за руку идти.
Седой Урал!
Ты вместе с нами молодым
сегодня стал.

Мой Пермский край —
Где начинается рассвет,
Мой Пермский край,
Пусть Бог хранит тебя от бед!
Сегодня, завтра и всегда ты процветай,
Мой Пермский край!
Мой Пермский край!
Мой Пермский край!
```

## См. также
- География Пермского края
- Герб Пермского края
- Флаг Пермского края